# Castell de Pi
El Castell de Pi era una fortificació medieval de la comuna de Pi de Conflent, a la comarca d'aquest nom, a la Catalunya del Nord.
Era situat aturonat al nord del poble, en el cim d'una cresta rocosa. El seu record es conserva en el nom d'un camí, Camí de Pi al castell, en el topòmim Darrer castell i en els mapes del Cadastre napoleònic del 1812.
Està documentat amb el nom de fortia als segles xii i xiii, quan Guillem i Arnau, rector el primer i batlle el segon, germans, obtingueren unes concessions de l'abat de Sant Pere de Camprodon, alhora que li retien homenatge.